# Zeitschrift für Wirtschafts- und Unternehmensethik
Die Zeitschrift für Wirtschafts- und Unternehmensethik (zfwu) ist ein interdisziplinäres Fachjournal an der Schnittstelle von Ökonomie und praktischer Philosophie. Sie dient insbesondere der deutschsprachigen Wirtschaftsethik als ein zentrales Forum zur Diskussion aktueller theoretischer und gesellschaftlicher Entwicklungen.
Die Zeitschrift ging im Jahr 2000 aus dem „Berliner Forum für Wirtschafts- und Unternehmensethik“ hervor, das sich zum Ziel gesetzt hatte, eine „Kritik einer neuen Generation“ zu formulieren. Aktuelle Herausgeberinnen und Herausgeber sind Anika Christina Albert (Universität Bielefeld), Alexander Brink (Universität Bayreuth), Bettina Hollstein (Universität Erfurt), Marc C. Hübscher (Universität Ulm) sowie Christian Neuhäuser (TU Dortmund). Max Tittlbach koordiniert die Redaktionsarbeit, ein Beirat berät Herausgeberkreis und Redaktion in grundsätzlichen Fragen.
Die zfwu erscheint dreimal jährlich in digitaler und gedruckter Form im Nomos-Verlag. Die Hefte folgen in der Regel einem Themenschwerpunkt und verbinden typischerweise Hauptbeiträge mit kommentierenden Korreferaten, beinhalten jedoch auch nicht-themenspezifische Artikel sowie Praxisbeiträge. Artikel erscheinen in deutscher und englischer Sprache. Online-Publikationen sind nicht standardmäßig open access, in der Regel enthält jedoch jede Ausgabe frei zugängliche Beiträge.
Einreichungen durchlaufen ein doppelblindes Peer-Review-Verfahren. Bei der Zusammenstellung von Schwerpunkten arbeitet die zfwu zudem mit Gastherausgeberinnen und -herausgebern zusammen. 2020 erschien ein Sonderband zu Lehren aus der Corona-Pandemie sowie ein Jubiläumsband, der zentrale Hauptbeiträge sowie die dazugehörigen Korreferate der ersten 15 Jahrgänge versammelte und in die wirtschaftsethische Debatte einordnete.